# Hobarti repülőtér
A Hobarti repülőtér (IATA: HBA, ICAO: YMHB) Ausztrália egyik nemzetközi repülőtere, amely Hobart közelében található. Éves utasforgalma 2 303 538 fő (2022).

## Futópályák
A repülőtér futópályái:
- 12/30 (2251 m, 45 m, aszfalt)

## Forgalom
Az utasforgalom az elmúlt években az alábbi módon változott:
| Utasok száma | 509 303 | 460 102 | 725 950 | 835 896 | 996 179 | 1 617 810 | 1 882 092 | 2 127 981 | 2 676 628 | 2 303 538 |
|              | 1985    | 1989    | 1993    | 1997    | 2001    | 2006      | 2010      | 2014      | 2018      | 2022      |

## Légitársaságok és úticélok
2025-ben a Hobarti repülőtérről az alábbi járatok indulnak (Utoljára frissítve: 2025-02-23):

### Személy
| Légitársaság                       | Célállomások                                               |
| ---------------------------------- | ---------------------------------------------------------- |
| Air New Zealand                    | Szezonális: Auckland                                       |
| Jetstar                            | Adelaide, Brisbane, Gold Coast, Melbourne, Sydney          |
| Link Airways                       | Canberra                                                   |
| Qantas                             | Brisbane, Melbourne, Sydney Szezonális: Perth              |
| QantasLink                         | Brisbane, Melbourne, Sydney Szezonális: Adelaide, Canberra |
| Sharp Airlines                     | Burnie, Flinders Island, King Island, Launceston           |
| Skytraders                         | Szezonális charter: Wilkins Runway                         |
| Virgin Australia                   | Brisbane, Melbourne, Perth, Sydney Szezonális: Adelaide    |
| Virgin Australia Regional Airlines | Perth                                                      |

### Cargo
| Légitársaság      | Célállomások                                                       |
| ----------------- | ------------------------------------------------------------------ |
| Cathay Cargo      | Szezonális charter: Hong Kong, Melbourne,[forrás?] Sydney[forrás?] |
| Qantas Freight    | Launceston,[forrás?] Melbourne [forrás?]                           |
| Pionair Australia | Szezonális charter: Sydney[forrás?]                                |